# 十方普觉寺
40°00′26″N 116°12′25″E / 40.007267°N 116.20683°E
十方普觉寺位于北京市海淀区寿安山南麓，国家植物园内，因寺中卧佛殿供有卧佛铜像而俗称“卧佛寺”。2001年6月25日被中华人民共和国国务院批准列入第五批全国重点文物保护单位名单。

## 历史沿革
寺庙始建于唐贞观年间，原名“兜率寺”。“兜率”是梵文译音，意为“妙足”、“知足”。1320年元英宗继位，在兜率寺的旧址上扩建。改名“昭孝寺”，后改“洪庆寺”。1321年铸造了一尊巨大的释迦牟尼涅磐铜像和12弟子的泥像。明正统八年（1443年）重建后改称“寿安禅林”。成化十八年（1482年）改名“永安寺”。清雍正十二年（1734年）重修，方改今名。

## 建筑布局

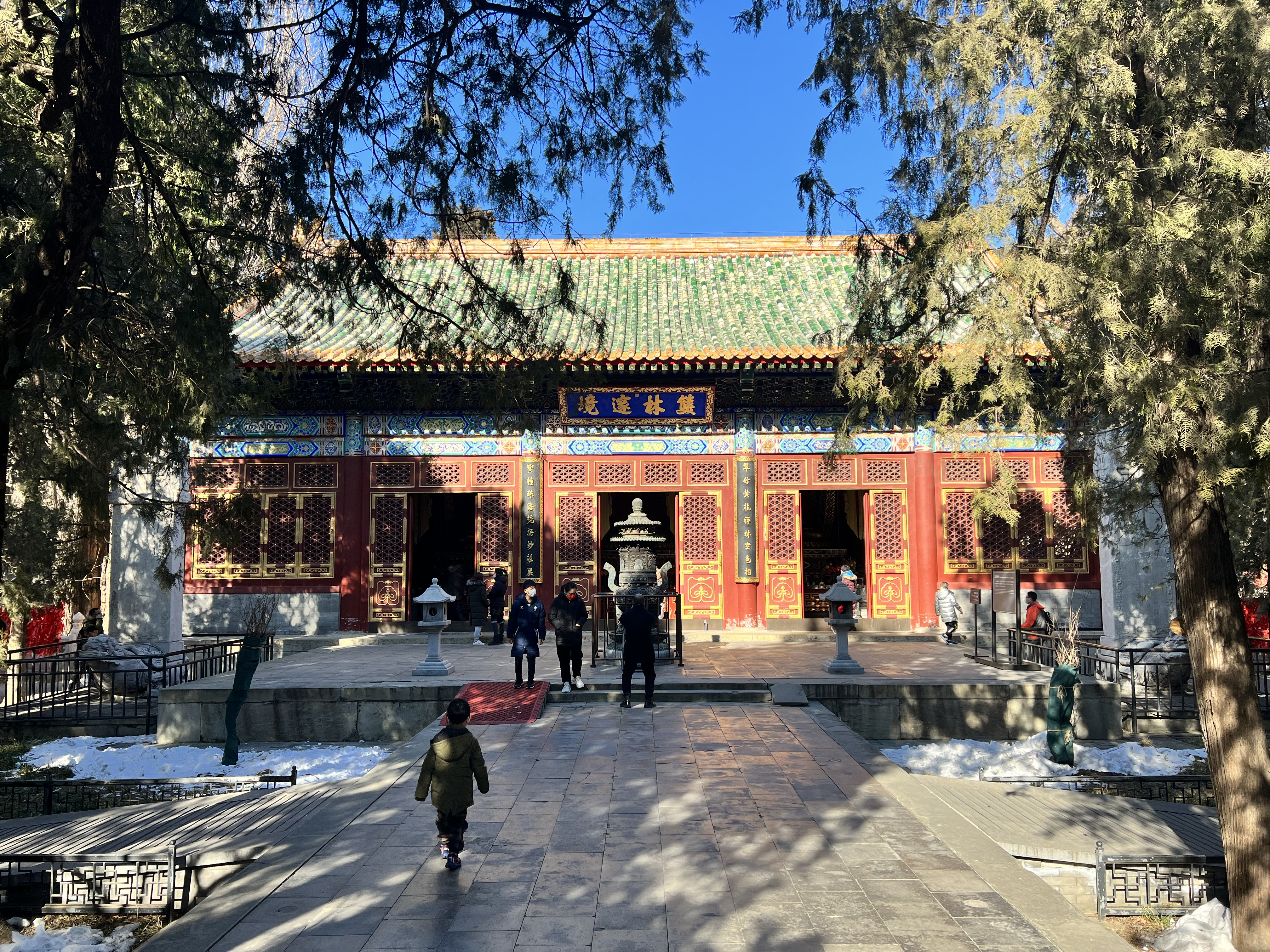
三世佛殿入口及殿前香炉，三世佛殿为绿琉璃瓦黄剪边单檐歇山顶，殿前门额上有雍正御笔“双林邃境”木匾额。

全寺坐北朝南，分中、东、西三路布局：中路依次为“同参密藏”牌坊、功德池、钟鼓楼、山门殿、天王殿、三世佛殿、卧佛殿和藏经楼等建筑，两侧有达摩殿、悉多太子殿等配殿；东路为寺僧起居处，有大斋堂、大禅堂、霁用轩、清凉馆、祖师院等六进院落；西路包括三座行宫院。
这种殿堂布局沿袭唐代伽蓝七堂之法式，在北京地区非常少见。

## 社会文化
卧佛寺因其读音与英文“offer”相近而被一些人士称为“offer寺”。信众在申请学校和/或工作后来此祈祷希望能够得到录取。

## 相册

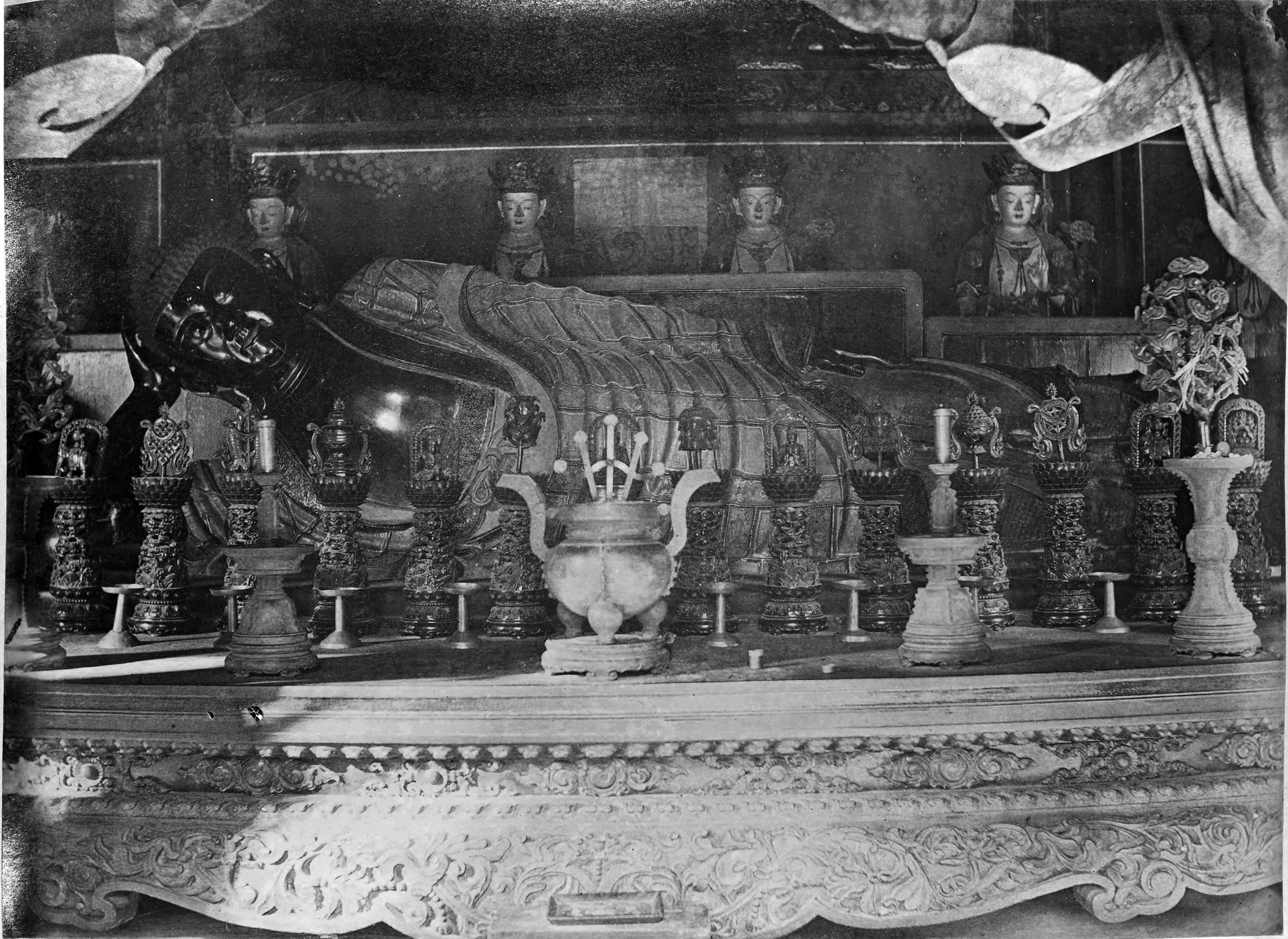
1879年左右拍摄的卧佛
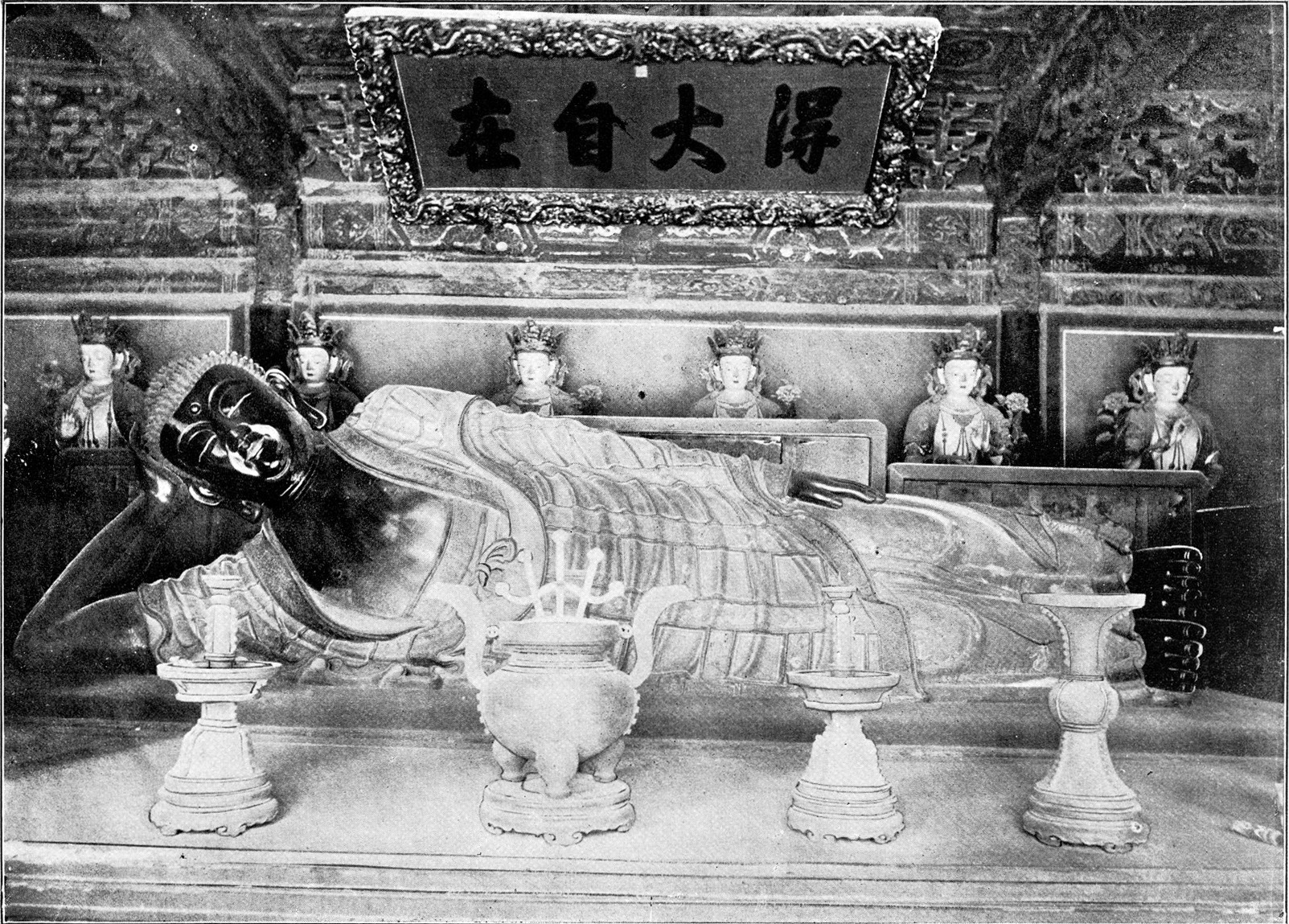
1906年之前拍摄的卧佛
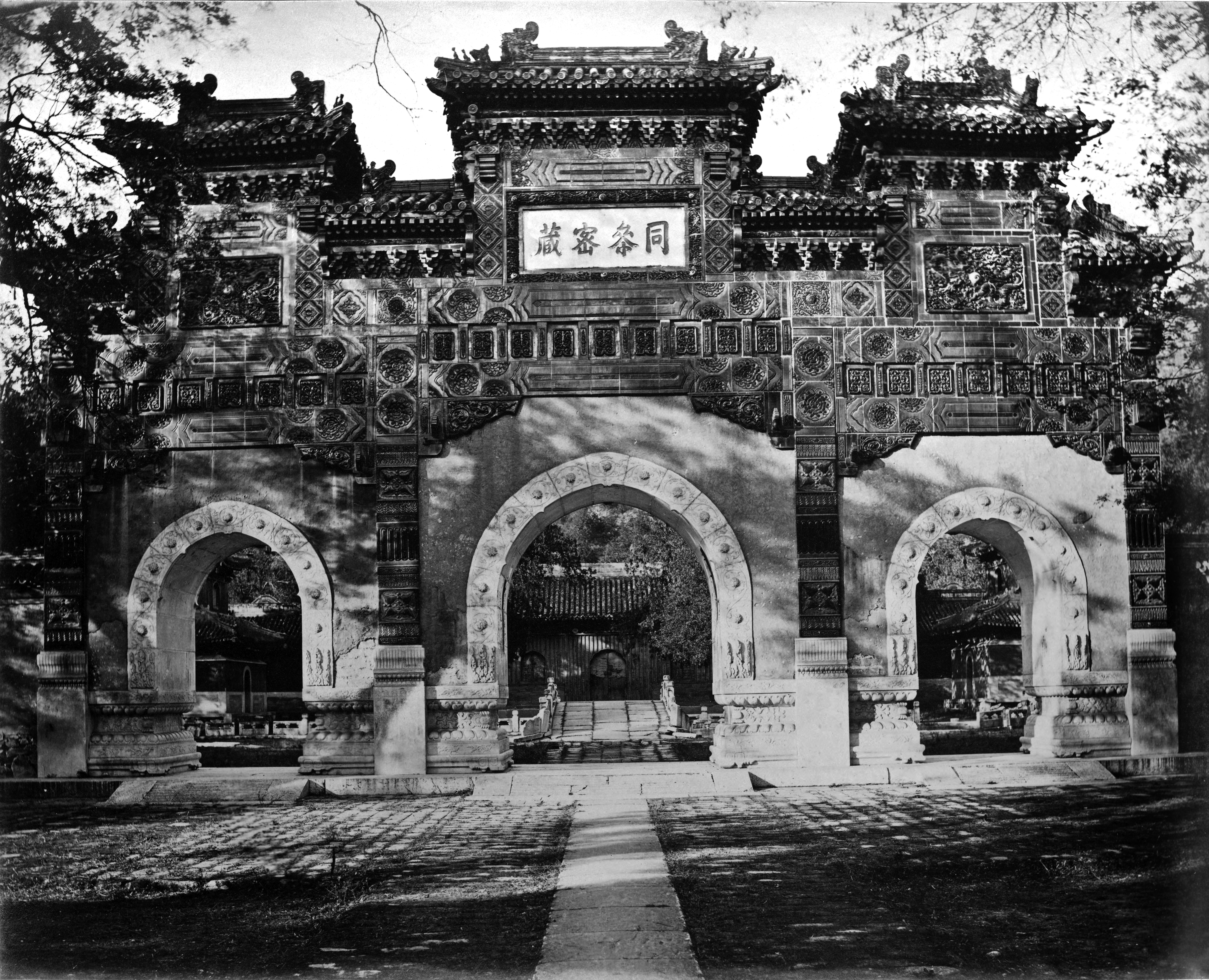
1879年左右拍摄的牌坊
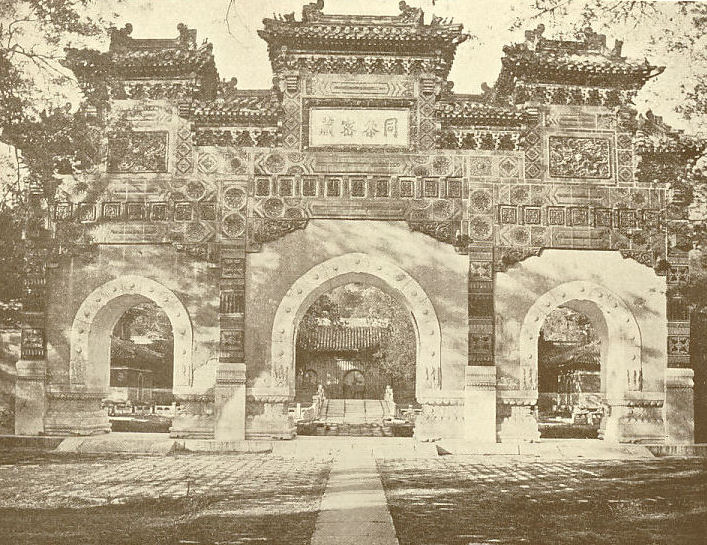
1892年左右拍摄的牌坊
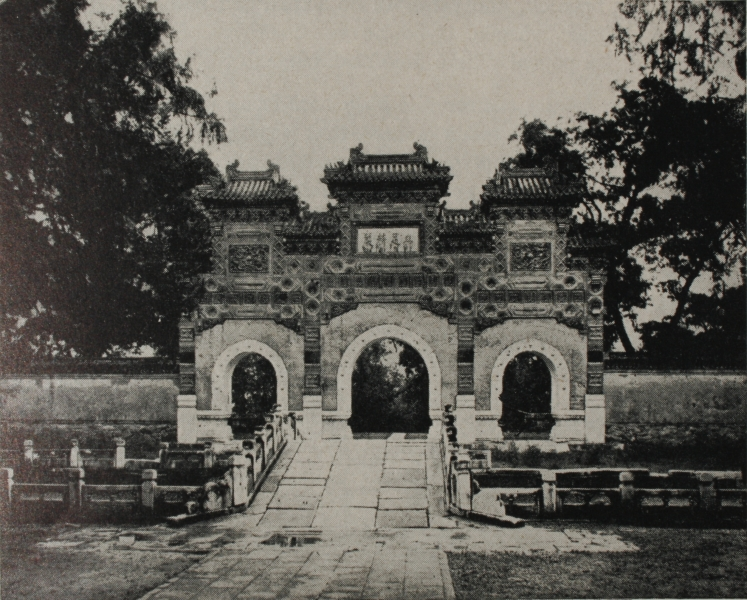
1932年前拍摄的牌坊
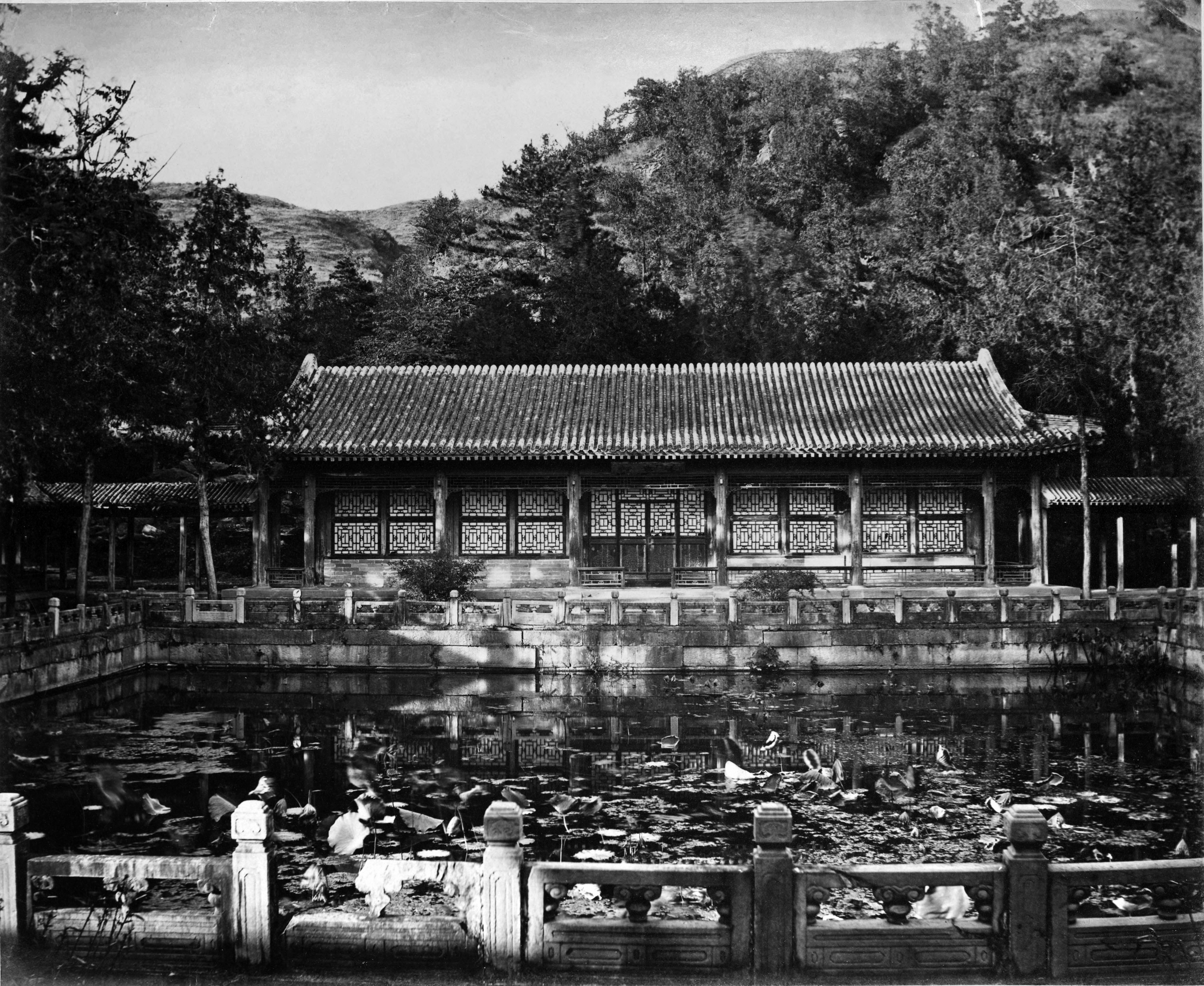
1879年左右拍摄的卧佛寺右殿莲塘
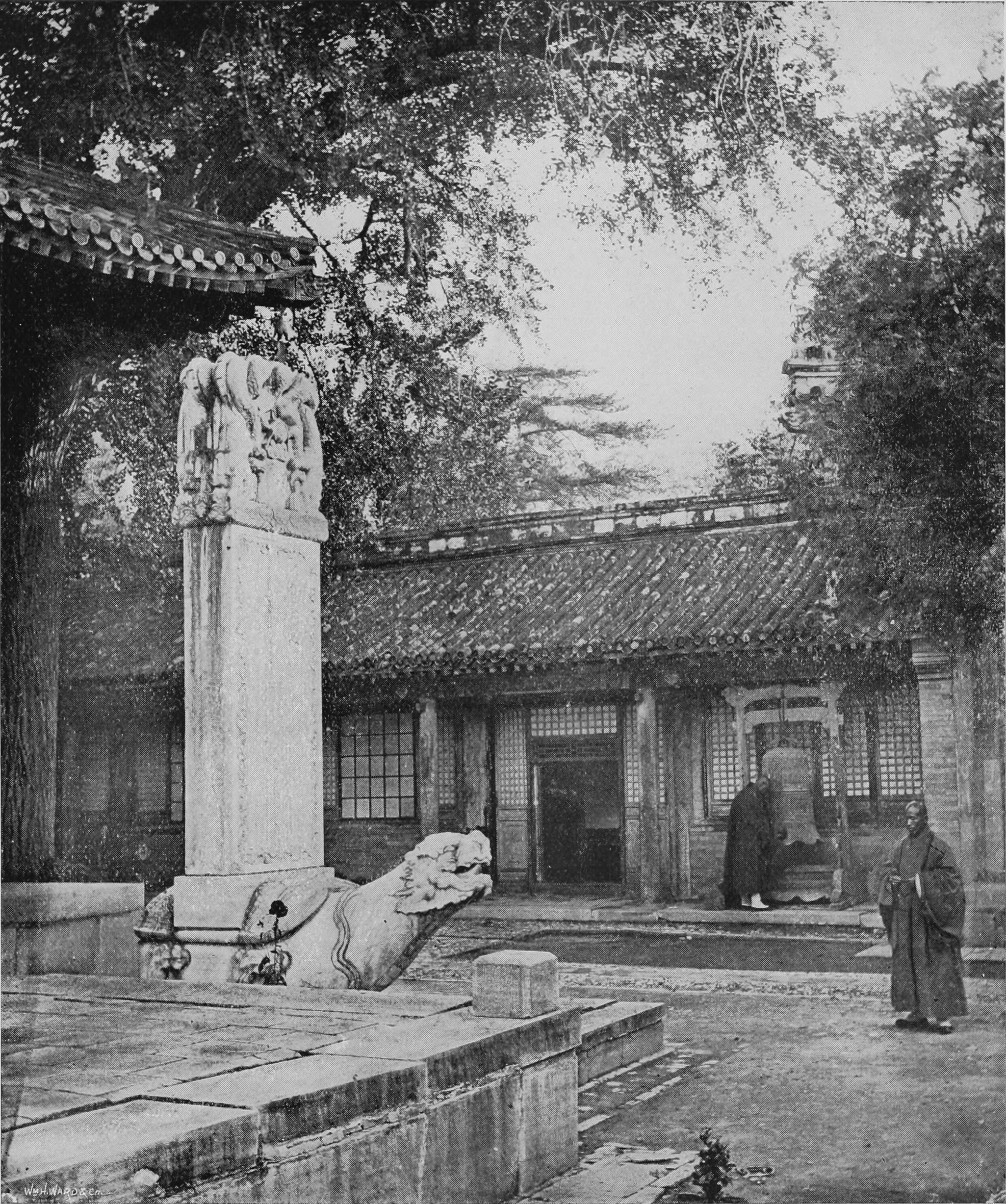
1871年到1872年间拍摄